# 中国驻苏黎世总领事馆
中华人民共和国驻苏黎世总领事馆（德語：Generalkonsulat der Volksrepublik China in Zürich），简称中国驻苏黎世总领事馆，是中华人民共和国派驻瑞士苏黎世的最高级别外交机构。领区包括苏黎世州、圣加仑州、图尔高州、阿尔高州、楚格州、施维茨州、沙夫豪森州、格劳宾登州、格拉鲁斯州、外阿彭策尔州、内阿彭策尔州、卢塞恩州和列支敦士登公国。